# Innovationsmiljøordningen
Innovationsmiljøordningen er skabt og finansieret af Uddannelses- og Forskningsministeriet med henblik på at skabe og udvikle flere videnstunge iværksættervirksomheder.
Innovationsmiljøerne investerer på statens vegne risikovillig kapital i den tidlige fase af en virksomheds udvikling. En fase, hvor der endnu er stor usikkerhed om, hvorvidt forretningsideen kan realiseres. I alt kan innovationsmiljøerne indskyde op til 6 millioner kroner per virksomhed . Indskuddet sker i form af lån eller ejerkapital. Hensigten med innovationsmiljøerne er, at de fungerer som bindeled mellem danske vidensmiljøer og det private kapitalmarked (business angels, venture kapital og lignende). 
I Danmark findes der fire innovationsmiljøer fordelt over hele landet.
Disse er:
- PreSeed Ventures A/S[2]
- Borean Innovation A/S[3]
- CAPNOVA A/S[4]
- Syddansk Innovation A/S[5]

## Krav til ansøgere
For at komme i betragtning som virksomhed skal der være tale om en ny service- eller produktidé med et højt videnindhold. Det kan for eksempel være et højteknologisk produkt eller en forskningsbaseret opfindelse. Samtidig er det et krav, at ansøgeren er iværksætter eller en nyetableret virksomhed.